# Try Anything Once
 (février 2023).
Si vous disposez d'ouvrages ou d'articles de référence ou si vous connaissez des sites web de qualité traitant du thème abordé ici, merci de compléter l'article en donnant les références utiles à sa vérifiabilité et en les liant à la section « Notes et références ».
Albums de Alan Parsons
Freudiana
(1990) On Air
(1996)
Try Anything Once est le premier album solo d'Alan Parsons, après la séparation du groupe The Alan Parsons Project.
L'album a été enregistré entre octobre 1992 et août 1993. Il est sorti en novembre 1993.

## Contenu
1. The three of me - (Pack, Powell) Chant David Pack – 5:32
2. Turn it up - (Bairnson) Chant Chris Thompson – 6:13
3. Wine from the water - (Parsons, Bairnson) Chant Eric Stewart – 5:43
4. Breakaway - (Parsons) Instrumental – 4:07
5. Mr Time - (Elliott, Copland, Driscoll) Chant Jacqui copland – 8:17
6. Jigue - (Parsons, Powell) Instrumental – 3:24
7. I'm talkin' to you - (Pack, Powell) Chant David Pack – 4:38
8. Siren song - (Bairnson, Musker) Chant Eric Stewart – 5:01
9. Dreamscape - (Parsons) Instrumental – 3:01
10. Back against the wall - (Bairnson) Chant Chris Thompson – 4:38
11. Re-jigue - (Parsons, Powell) Instrumental – 2:28
12. Oh Life (there must be more) - (Pack, Parsons) Chant David Pack – 6:34

## Personnel
- Alan Parsons – Guitare acoustique, Basse, Claviers,  Flûte, Chœurs
- Ian Bairnson – Guitare, Guitare Pedal Steel, Basse, Claviers, Chœurs
- David Pack – Guitare, Claviers, Chant
- Jeremy Parsons – Guitare
- Andrew Powell – Piano électrique, Claviers, Autoharpe, Basse, Direction de l'Orchestre
- Stuart Elliott – Batterie, Claviers
- Richard Cottle – Saxophone, Claviers
- Philharmonia Orchestra - Cordes
- Graham Preskett – Fiddle, Violon, Mandoline
- Eric Stewart – Chant
- Chris Thompson – Chant
- Jacqui Copland – Chant, chœurs

## Classements
| Année | Classement        | Position |
| ----- | ----------------- | -------- |
| 1993  | The Billboard 200 | 122      |